# علی زرکش
علی زرکش یزدی (۱۳۲۸، مشهد – ۱۳۶۷ قصر شیرین) از اعضای سازمان مجاهدین خلق بود. وی دانش آموختهٔ مهندسی عمران دانشگاه تهران بود. وی در زندان به کادر مرکزی سازمان راه یافت. در خرداد ۵۹ با مهین رضایی، خواهر رضایی‌ها، (احمد رضایی، مهدی رضایی و رضا رضایی) ازدواج کرد. بعد از کشته شدن موسی خیابانی در ۱۹ بهمن ۱۳۶۰، فرماندهی نظامی سازمان در داخل ایران را عهده‌دار شد.

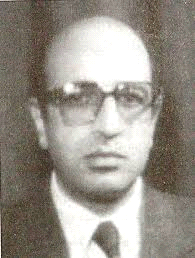
نگاره‌ای از علی زرکش

در سال ۶۱ با شدت گرفتن درگیری مجاهدین با نظام، به فرانسه رفت. در آنجا مدتی قائم‌مقام مسعود رجوی بود، اما به دلیل مخالفت با انقلاب ایدئولوژیک رجوی، پس از چندی مغضوب گردیده و توسط رجوی به اعدام محکوم گردید.
وی و همسرش در عملیات مرصاد (فروغ جاویدان) کشته شدند؛ جمهوری اسلامی و همچنین اعضای قدیمی جدا شده از سازمان، کشتن وی را در آن عملیات به خود نیروهای سازمان مجاهدین خلق نسبت داده‌اند.
سعید شاهسوندی عضو سابق کمیته مرکزی سازمان مجاهدین تأیید می‌کند که وی در فرانسه توسط مسعود رجوی دادگاهی و به اعدام محکوم شده بود و مدتی در پایگاه نظامی مجاهدین در عراق زندانی بوده است.
برخی داستان مرگ علی زرکش را به قتل مجید شریف واقفی به دستور تقی شهرام تشبیه کرده‌اند.

## نامه علی زرکش به همسرش
طبق ادعای سپاه پاسداران علی زرکش در تیرماه ۶۷ و قبل از عملیات فروغ جاویدان نامه‌ای به همسرش نوشته که حاکی از اختلافات وی با مسعود رجوی است. سازمان مجاهدین خلق وجود این نامه را تکذیب کرده، اما جمهوری اسلامی مدعی است که این نامه بعد از کشته‌شدن علی زرکش و همسرش در عملیات فروغ جاویدان، بین وسایل شخصی آن‌ها کشف شده و در همان سال آن را منتشر کرد.
قسمتی از متن نامه زرکش خطاب به همسرش:
... مسعود و به دنبال او مرکزیت تصمیم به اجرای عملیات فروغ گرفته‌اند به این دلیل که نیروهای رژیم متزلزل شده‌اند ولذا مانعی در راه این عملیات نیست. [قبلاً صحبت از حرکت بهمن‌وار توده‌ها بود ولی در طرح نقشه عملیات فروغ، روی پارامتر مهم حمایت مردم، سخنی درمیان نیست و مسعود می‌خواهد بایک ضربه تنه رژیم را واژگون کرده و مردم را به صورت تماشاچی پشت رینگ نگاه دارد.] مسعود می‌گوید اگر مردم با ما نباشند برماهم نیستند و تابع قدرت‌اند. [اگر کفه قدرت به سوی ما چرخید مردم هم به دنبال ما خواهند آمد.] من معتقدم این حرکت (عملیات فروغ) جدا از توده‌ها، یعنی اراده‌گرایی و این عیناً شرایط ۷ تیر (انفجار دفتر حزب جمهوری اسلامی) می‌باشد ویادآور آن روزهاست. [ما نباید یک بار دیگر از همان سوراخ گزیده شده و به یک اشتباه استراتژیک تن در دهیم.] من قبلاً دربحث‌ها با مسعود رجوی گفته‌ام و تکرار می‌کنم حرکتی‌که بدون پشتوانه مردمی انجام گیرد حتی درصورت موفقیت، با یک بند و بست مواجه خواهد شد و به همین دلیل من هم مخالف مبارزه مسلحانه و فاز نظامی بوده‌ام و هم مخالف آمدن به عراق و به همین دلیل از طرف مسعود متهم به خیانت شدم. [به همین دلیل مرا تصفیه و لِه و به اعدام محکوم کردند آن‌هم با اتهاماتی که هیچ‌کدام به من نمی‌چسبند.] من با اطمینان به عدم موفقیت عملیات فروغ، می‌دانم که پس از آن مسئولیت همهٔ شکست (استراتژی و تاکتیک) بردوش کسی غیر از مسعود رجوی خواهد افتاد منتها نمی‌دانم این بار با چه انگی و به چه شکلی؟ ممکن است تو سؤال کنی با این ذهنیت چرا در عملیات شرکت می‌کنی؟ نمی‌دانم شاید تحمیل شرایط باشد، شاید توسل به راهی جهت رفع ابهامات. من هم‌چنان معتقد به اصلاح از درون هستم حتی اگر جان خود را در این راه برسر آن راه بگذارم…